# Если хочешь быть счастливым
«Если хочешь быть счастливым» — советский фильм 1974 года о счастливой семье, глава которой — лётчик-испытатель. Во время демонстрации новых советских вертолётов Ми-8 на авиасалоне в Индии экипаж участвует в спасательной операции. Фильм основан на реальных событиях.
Второй фильм Николая Губенко как режиссёра. Он же вместе с Василием Соловьёвым написал сценарий и сам исполнил главную роль. Критика оценила фильм как слабый, да и сам Губенко очень самокритично отнёсся к этой работе, и спустя много лет, уже став Министром культуры СССР, упрекал себя за уступки, на которые пришлось пойти в угоду «высоким политическим мотивам».
В фильме выделяется небольшой эпизод в исполнении Василия Шукшина — пронзительный, блестящий монолог рабочего, у которого берут интервью.

## Сюжет
1970-е годы. Главные герои фильма — муж и жена. У них романтичные профессии. Он — лётчик-испытатель, вертолётчик. Она — телерепортёр. Их жизнь наполнена работой, людьми, поездками. Они любят друг друга, но из-за работы редко видятся. И всё же они счастливы…

Этот фильм можно назвать хроникой жизни одной молодой и, в общем, очень счастливой семьи. Дом, дети, полное взаимопонимание — это есть у Татьяны и Андрея. Правда, они вынуждены подолгу не видеть друг друга: Андрей — испытатель вертолётов, его профессия связана с частыми отлучками и постоянным риском. Но это обстоятельство только усиливает чувства Татьяны и Андрея. Они постоянно полны мыслями друг о друге.— Журнал «Советский экран», 1974
В кадрах фильма можно видеть вертолёты типа Ми-8, Ка-18, Sikorsky S-58, Vertol V44B, использованы кадры с авиа-шоу в Японии 1973 года.

## Основа
Наиболее драматические эпизоды сценария написаны по достоверным событиям, прототип героя фильма — Герой Советского Союза Василий Петрович Колошенко.
В 1960 году Индия объявила конкурс на поставку партии вертолётов.
В отборочных соревнованиях с экипажами Франции, Англии и Америки экипаж из СССР демонстрировал, на что способен вертолёт Ми-4 в местных условиях.
После первого этапа испытаний остались только советская и американская машины: французский экипаж вышел из соревнований, английский вертолёт в условиях плохой видимости потерпел катастрофу. Второй этап испытаний — полёты в горах в высокой части Гималаев с различными грузами, на высотах до 7500 метров и с посадками среди гор на высотах до 4500 метров. После смены масла, без замены каких-либо деталей и агрегатов, вертолёт успешно продолжил полёты. По итогам конкурса Индия закупила советские вертолёты.

Соревнования продолжались около полугода. И борьба была жестокой. Нашему экипажу даже пытались подстроить катастрофу. То вместо авиационного бензина керосин намеренно зальют, то открутят нужную деталь, в результате чего у меня на высоте едва не развалился редуктор винта. Но наш Ми-4 продолжал летать. Мы испытывали вертолёт и в условиях пустыни, и в климате джунглей, летали в Гималаях. Везде машина показывала себя очень хорошо. Это было победой! Оказалось, что советская техника, нещадно критикуемая Западом, на самом деле наиболее надёжна. Оказалось, что она лучшая среди всех! И индийцы закупили большую партию вертолётов у Советского Союза.— Герой Советского Союза Василий Петрович Колошенко
Помимо результатов испытаний, значительную роль в выборе советского вертолёта сыграло его участие в спасательной операции при наводнении в горах: экипаж ради вызволения людей шёл на отчаянный риск и нарушал все инструкции — на борту советского Ми-4 по приказу Министра обороны Индии Кришны Менона белыми крупными буквами было написано — «Ангел-спаситель».

И не вертолёт, а именно его, слившегося в единое целое с винтокрылой машиной, великого вертолётчика Василия Петровича Колошенко в богатой природными катаклизмами Индии назовут ангелом-спасителем, потому что кроме него никто в мире на этом или других вертолётах не делал для спасения людей ничего подобного. — Михаил Чванов - «Ангел-спаситель» // «Наш современник» № 2 за 2002 год

## В ролях
- Николай Губенко — Андрей Родионов, вертолётчик-испытатель, муж Татьяны Родионовой
- Жанна Болотова — Татьяна Родионова, корреспондент телевидения, жена Андрея Родионова
- Паул Буткевич — Артур Кларк, американский пилот вертолёта
- Виктор Соцки-Войническу — Мурти, индийский пилот вертолёта
- Виктор Филиппов — Владимир Гусаров, механик, член экипажа вертолёта Родионова
- Василий Шукшин — Владимир Андреевич Федотов, рабочий-передовик, герой репортажа Татьяны Родионовой
- Лидия Федосеева-Шукшина — Мария Федотова, жена Владимира Федотова, героиня репортажа Татьяны Родионовой
- Николай Крюков — член советской делегации на испытаниях вертолёта
- Василий Симчич — Сергей Александрович, начальник Родионова (озвучивание — Ефим Копелян)
- Арнис Лицитис — член американского экипажа вертолёта
- Улдис Лиелдидж — английский пилот вертолёта
- Мирче Соцки-Войническу — Поддар
- Михаил Селютин — оператор
- Валентин Зубков — Василий Петрович, друг и коллега Родионова
- Иван Шарин — Ерофеич, старик-охотник
- Светлана Коновалова — жена Сергея Александровича
- Зана Занони — индианка
- В эпизодах: Боб Цымба, Улдис Лиелдидж, Юрий Глазунов-Марцоли, Вилнис Бекерис и другие.
- Артём Карапетян — закадровый перевод.

Свадьба в фильме — практически настоящая: люди, играющие главные роли, влюблённую пару лётчика-испытателя и журналистки — актёры Николай Губенко и Жанна Болотова — реальные муж и жена. Они, познакомившись ещё студентами, были просто расписаны — в то время пышного свадебного торжества у них не было, и на съёмках они её проиграли снова.
Исполняющий в первой сцене роль старика-охотника Ерофеича актёр Иван Шарин сыграл и в первом фильме режиссёра («Пришёл солдат с фронта») такую же эпизодическую роль, причём его персонаж носил то же имя — Ерофеич.

## Съёмки
Съёмки велись год, и от запуска до сдачи фильма не было ни одного выходного дня.
На второй фильм режиссёра были выделены большие ресурсы — режиссёр получил поддержку, так как за первый фильм («Пришёл солдат с фронта») он получил Государственную премию СССР.
Натурные съёмки в основном велись в Индии, за исключением съёмок эпизода наводнения — тогда была специально затоплена местность на территории СССР. Некоторые эпизода снимали в Курган-Тюбе (Таджикистан).
Эпизод с обрывом верёвочной лестницы, по которой «тонущие» пытаются забраться в вертолёт, получился реальным — массовка, играя панику, перестаралась, и трос оборвался, не выдержав около двадцати цеплявшихся за него человек.

## Музыка в фильме
В фильме в качестве основной музыкальной темы использовано музыкальное произведение Ремо Джадзотто Адажио Альбинони.
Николай Губенко исполняет в фильме песню «Тёмная ночь».

## Критика
Фильм был назван схематичным, а его герои — надуманными. Отмечено, что снятый в лирической стилистике советского кино 60-х годов, фильм отстал от времени:

Ни рваный монтаж, ни документальный стиль экзотических съёмок, ни сверкающая фактура международных авиасалонов, ни энергия, с которой сам Губенко играл главного героя, не спасли картину, потому что в основе её лежала нулевая драматургия и яркость антуража лишь усугубляла здесь отсутствие человеческой проблемы. В какой-то степени и этот фильм вписался в моду момента, только на сей раз он уж очень уступал стилистическим законодателям середины 70-х годов — тому же «Романсу о влюблённых».— Журнал «Искусство кино», 1979 год

### Режиссёр о фильме
Не только критика слабо оценила фильм — сам режиссёр был недоволен картиной:

Это был шаг в сторону неправды, выдуманности… (С неожиданной резкостью.) Десять шагов в сторону неправды!— Николай Губенко, из интервью

О второй своей картине Н. Губенко говорил с нескрываемой болью — провал был тем горше, что отсутствие интереса к внутренней человеческой драме подчёркивалось здесь вызывающей «нескромностью» художественных средств.— О. Я Злотник — Кинематограф молодых: Сборник — Искусство, 1979
Киновед Евгений Сергеевич Громов подчеркнул неординарную самокритичность Губенко при оценке этого своего фильма:

Кинорежиссёры не любят, ох как не любят признаваться в своих промахах и ошибках. Даже если сегодня признается, то завтра, скорее всего, будет утверждать обратное. У режиссёров в неудачах вечно виноваты другие: сценарист, подсунувший слабый материал; актёр, не проникнувшийся гениальным постановочным замыслом; редактор, препятствовавший творческому полёту фантазии; некие внешние обстоятельства… Николай Губенко, что делает честь его уму, укорял в провале картины лишь самого себя.

Н. Губенко поставит новые фильмы, станет известным, даже маститым режиссёром, мэтром от кино. В памяти не только зрителей, но даже критиков сотрётся неудача с лентой «Если хочешь быть счастливым…». А самого режиссёра эта неудача продолжала волновать, жечь.— Громов Евгений Сергеевич — советский киновед, доктор философских наук (1971), профессор (1978), с 1974 года — заместитель директора ВНИИ киноискусства
Даже спустя полтора десятка лет, уже став Министром культуры СССР, Николай Губенко не переставал укорять себя за фильм:

Я старался не заниматься работой, за которую могло быть стыдно. Одна работа, впрочем, выпадает из ряда — фильм «Если хочешь быть счастливым…». До сих пор я испытываю неловкость за уступки «высоким политическим мотивам», которые допустил в сценарии.— из интервью 1989 года режиссёра фильма

## Эпизод с интервью у рабочего
Эпизод возник случайно — это была импровизация. Шукшин был автором сценария, играл в дебютном фильме Николая Губенко «Пришёл солдат с фронта» и принял участие во втором.
Короткий — на три минуты — эпизод по сюжету прост: корреспондент берёт дежурное телеинтервью у родителей только что родившегося ребёнка — юбилейного гражданина города. Отцом ребёнка оказывается передовой рабочий — он только что получил премию, ему выделили квартиру. Чтобы «максимально приблизить к жизни» репортаж, ему придают вид непринужденной беседы в семейном кругу в новой квартире рабочего. Рабочий под нажимом корреспондента поначалу вяло говорит что-то обязательное, но вдруг взрывается: «Да что же это вы… Жизнь надо показывать, жизнь!».
Киновед В. С. Головской, резко раскритиковав фильм как «пошлый, мещанский фильм о счастливой жизни советских лётчиков и журналистов», в то же время заметил:

Но была в этом фильме одна маленькая пронзительная сцена с участием Шукшина и Федосеевой. Журналистка приходит к передовику производства брать интервью для телевидения. Устанавливают камеры, микрофоны, и вдруг рабочий начинает говорить не штампованными, привычными фразами-блоками, а что-то своё, искреннее и «совсем не то».— Валерий Семенович Головской - Между оттепелью и гласностью: кинематограф 70-х
Киновед И. В. Сэпман отметила, что в фильме среди кадров, где в отмеренной пропорции чередуются сцены геройской работы главных героев с картинами их безоблачного семейного счастья

есть выпадающий из общей стилистики картины небольшой эпизод, который блестяще проводит Шукшин. К счастливому отцу, в только что полученную квартиру приходят с интервью на тему о личном счастье. Но то, что говорит герой Шукшина, не соответствует заранее запланированной концепции семейного счастья. Мучительно отыскивая нужные слова, он пытается объяснить журналистке причину внутренней неудовлетворенности, самому ему не до конца понятную. Говорит не о семейных радостях — о смысле человеческого существования.— киновед Изольда Владимировна Сэпман
Отмечено, то в этом эпизоде герой Шукшина — «шукшинский герой», а роль Лидии Федосеевой-Шукшиной в этом эпизоде — единственная её роль в «шукшинском антиидеале»:

Один из критиков хорошо подметил важную чёрточку в герое В.Шукшина из фильма: «Всю жизнь шукшинский герой — поперёк потока, не слит с ним, спорит с ним». В этом фильме одна из последних ролей Шукшина — рабочий, у которого берут телеинтервью: он в микрофон говорит что надо, а сам усмехается: я бы, мол, рассказал та-ко-е, да ладно!— Актуальные проблемы социалистического реализма, МГУ, 1981

Лидия Федосеева единственный раз показалась нам на экране в подобном шукшинском «антиидеале». … У актрисы безмятежно-спокойное, довольное лицо, какое-то внутреннее отупение и в выражении глаз, и в ленивой походке, и в снисходительности к мужу. … Внутренняя опалённость Шукшина в этом эпизоде, душевная маята его героя, тоскливая неудовлетворённость квартирой, сервантом, телевизором — всё из шукшинских измаявшихся прозой быта «чудиков», а тупая и сонная снисходительность жены в этом минутном чуде федосеевского внутреннего перевоплощения — вся из шукшинских жён, с которыми лучше ни о чём не разговаривать «странному» шукшинскому человеку.— Актеры советского кино — Том 12, Искусство, 1976